# Salvatore Nunnari
Salvatore Nunnari [pronunciat: Núnnari] (Reggio Calabria, 11 de juny de 1939), és un arquebisbe catòlic italià.
Arquebisbe de Lombardi-Conza-Nusco-Bisaccia des del 1999, el 18 desembre del 2004 fou nomenat arquebisbe de Cosenza-Bisignano i des del 7 d'octubre del 2013, president de la Conferència episcopal calabresa.
Ha demitido el 15 de maig 2015.

## Honors
- Gran Oficial de l'Orde del Sant Sepulcre de Jerusalem.